# Henri-Goldstein-Haus
Das Henri-Goldstein-Haus  in Quickborn ist eine Gedenkstätte an Kriegsgefangene, die zur Zeit des Nationalsozialismus im nahegelegenen Himmelmoor Zwangsarbeit verrichten mussten. Von 1942 bis 1945 arbeiteten hier 50 jüdische Kriegsgefangene.  Diese arbeiteten weitgehend unter menschenunwürdigen Bedingungen. Die Gedenkstätte wurde nach dem belgischen Gefangenem Henri Goldstein benannt, der ab 1944 bis zum Kriegsende im „Kriegsgefangenen-Arbeitskommando 1416“ in Quickborn arbeitete. Henri Goldstein hatte sich zwei Mal an die Quickborner gewendet, um Anerkennung als damaliger Zwangsarbeiter zu bekommen.

## Das Gebäude
Bei dem Gebäude handelt es sich um den Ort, in dem die Gefangenen untergebracht waren. In dem ebenerdigen Bau gibt es einen großen Raum, der der Unterbringung der Gefangenen diente, ein ehemaliges Krankenzimmer, sanitäre Einrichtungen sowie Unterkünfte für die Wachmannschaft und den Lagerkommandanten.

„Jede dieser Fallen [gemeint sind die Betten] hatte drei Etagen, und der Raum zwischen ihnen kann nicht mehr als vierzig Zentimeter betragen haben. Zwei Menschen konnten sich da kaum bewegen. An einer Wand waren kleine Schränke aufgehängt. In der Mitte des Zimmers stand der Torfofen und im restlichen Raum waren, mehr schlecht als recht, noch drei Tische, umgeben von Bänken und Hockern, aufgestellt. Mit anderen Worten, wenn sich dreiundfünfzig Gefangene da bewegen wollten, musste jemand den Verkehr regeln. Hier gab es nicht den kleinsten Lebensraum.“

## Gedenkstätte als Lernort
Aktuell wird die Gedenkstätte vom Trägerverein „Henri-Goldstein-Haus Quickborn e. V.“ als Lernort hergerichtet und es werden mit den umliegenden Schulen Exkursionen unternommen. Schüler sollen beim Aufbau der Gedenkstätte mit eingebunden sein. Dafür sollen sie nicht nur an Führungen teilnehmen, sondern auch mitgestalten und mitwirken.